# Petr I. Brazilský
Petr I. Brazilský a IV. Portugalský (12. října 1798 palác Queluz u Lisabonu – 24. září 1834), jako korunní portugalský princ znám pod jménem Dom Pedro, byl v letech 1822 až 1831 brazilským císařem a v roce 1826 také nakrátko jako Petr IV. (Pedro IV.) králem portugalským.
Narodil se jako druhý nejstarší syn pozdějšího portugalského krále Jana VI. z rodu Braganza a Carloty Španělské z rodu Bourbonů. Dědicem svého otce se stal po smrti staršího bratra v červnu 1801.

## Útěk královské rodiny do Brazílie
V roce 1807 značně zesílil tlak silných evropských mocností na Portugalsko. Napoleonská Francie a Velká Británie již delší čas soupeřily o vliv na tento relativně malý stát, a tak se situace nakonec vyhrotila do ostrého střetu mezi oběma mocnostmi, kdy Francouzi překročili ze španělského území hranice Portugalska a Velká Británie na oplatu zahájila blokádu portugalských přístavů. Po obsazení Lisabonu vojskem císaře Napoleona Bonaparta uprchl portugalský regent princ Jan v říjnu 1807 spolu s asi 15 000 dvořany do tehdejšího portugalského místokrálovství Brazílie. V lednu 1808 tak poprvé v historii člen portugalské královské rodiny vkročil na půdu Nového světa – Ameriky. Brazílie byla prohlášena za hospodářsky rovnoprávnou s Portugalskem a dvůr záhy přesídlil do města Rio de Janeiro, které se stalo hlavním městem země. Zde regent Jan dále vládl místo duševně nemocné portugalské královny Marie I.
Pro Brazílii nastala doba kulturního a především hospodářského rozkvětu – přístavy se otevřely volnému obchodu, na pěstování bavlny a těžbu železné rudy byly poskytovány dotace. V roce 1815 vyhlásil nyní již král Jan VI. Brazílii za rovnoprávné království pod portugalskou korunou.

## Nezávislost Brazílie jako císařství

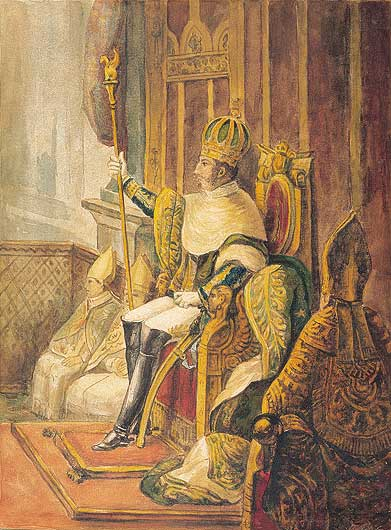
Pedrova korunovace na císaře

Druhý sňatek Pedrův s Amélií de Beauharnais

Po Napoleonově pádu byla v Portugalsku vytvořena prozatímní vláda, která v roce 1820 vyzvala krále Jana VI. k návratu. Ten byl po svém příjezdu nucen uznat novou ústavu, která nastolila konstituční monarchii. Králův syn Dom Pedro zůstal v Brazílii a převzal v ní regentství. V Lisabonu následně cortesy (lidové shromáždění) zrušily rovnoprávnost Portugalska a Brazílie a snažily se obnovit koloniální status Brazílie, což v této zemi vedlo k hnutí za nezávislost, do jehož čela se postavil právě Dom Pedro, jenž byl vždy nakloněn liberálním myšlenkám. Dom Pedro nakonec vyhlásil nezávislost Brazílie na Portugalsku a 12. října 1822 byl prohlášen a 1. prosince 1822 slavnostně korunován brazilským císařem jako Petr I. (Pedro I.)
V březnu roku 1826 se stal po smrti svého otce Jana VI. i legitimním portugalským králem jako Petr IV. Krátce na to, v květnu téhož roku, byl portugalským parlamentem donucen k abdikaci ve prospěch své dcery Marie II., které v té době bylo pouze 7 let.
Již v roce 1831 byl Petr I. donucen k abdikaci i parlamentem brazilským a císařem se stal jeho teprve pětiletý syn Pedro II. Brazilský (1826–1891), který se ovšem vlády oficiálně ujal až v roce 1840, kdy byl prohlášen za plnoletého. Po vynucené abdikaci odjel Pedro I. do Portugalska, kde opět užíval svůj starý titul 18. vévody z Braganzy. V Portugalsku žil až do své smrti v roce 1834. V roce 1972 byly jeho ostatky převezeny do Brazílie a zde pohřbeny.

## Rodina

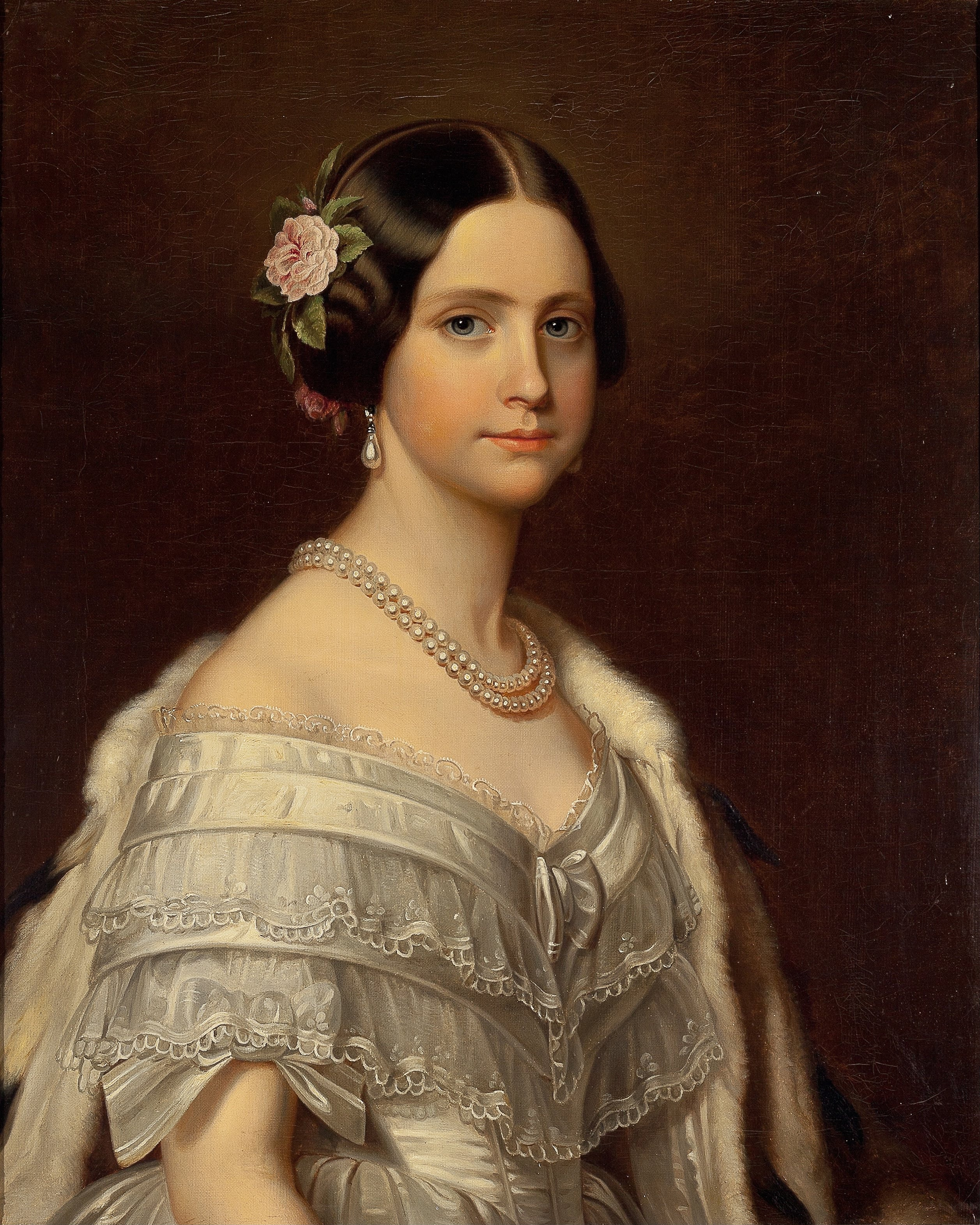
Dcera Marie Amálie

Pedro I. se dvakrát oženil. Jeho první manželkou byla od 13. května 1817 Marie Leopoldina Habsbursko-Lotrinská (1797–1826), dcera rakouského císaře Františka I. Tímto sňatkem se stal Pedro I. švagrem Napoleona Bonaparta, který však již tehdy žil ve vyhnanství. Marie mu porodila tyto děti:
- Marie II. Portugalská (4. dubna 1819 – 15. listopadu 1853), portugalská královna
⚭ 1834 Auguste de Beauharnais (1810–1835), leuchtenberský vévoda
⚭ 1836 Ferdinand II. Portugalský (1816–1885)
- Miguel (*/† 26. dubna 1820)
- Jan Karel (6. března 1821 – 4. února 1822)
- Januárie Marie (11. března 1822 – 13. března 1901) ⚭ 1844 Ludvík Karel Neapolsko-Sicilský, hrabě z Aquily (1824–1897)
- Paula Mariana (17. února 1823 – 16. ledna 1833)
- Františka Karolína (2. srpna 1824 – 27. března 1898) ⚭ 1843 František Ferdinand Orleánský, kníže ze Joinvillu (1818–1900)
- Petr II. Brazilský (2. prosince 1825 – 5. prosince 1891) v letech 1831–1889 druhý a poslední brazilský císař, ⚭ 1843 Tereza Marie Neapolsko-Sicilská (1822–1889)

Podruhé se Pedro I. oženil v srpnu 1829 s Amélií de Beauharnais, vnučkou francouzské císařovny Josefíny, která byla první manželkou Napoleona Bonaparta. Z tohoto manželství vzešla jediná dcera:
- Marie Amálie (1. prosince 1831 – 4. února 1853), byla zasnoubená s rakouským arcivévodou Maxmiliánem, ale zemřela v 21 letech na tuberkulózu.

## Tituly a vyznamenání

### Tituly a oslovení
- 12. října 1798 – 11. června 1801: Jeho Výsost Nejjasnější infant Dom Pedro, Velkopřevor z Crato
- 11. června 1801 – 20. března 1816: Jeho Královská Výsost princ z Beiry
- 20. března 1816 – 9. ledna 1817: Jeho Královská Výsost brazilský princ
- 9. ledna 1817 – 10. března 1826: Jeho Královská Výsost Princ Royal
- 12. října 1822 – 7. dubna 1831: Jeho Císařské Veličenstvo císař
- 10. března 1826 – 2. května 1826: Jeho Nejvěrnější Veličenstvo král
- 15. června 1831 – 24. září 1834: Jeho Císařské Veličenstvo vévoda z Braganzy

### Vyznamenání
- Řád Kristův (Brazílie)
- Řád avizských rytířů (Brazílie)
- Řád svatého Jakuba od meče
- Řád Jižního kříže
- Řád Patra I.
- Řád Růže
- Řád Kristův
- Řád avizských rytířů
- Řád svatého Jakuba od meče
- Řád věže a meče
- Řád Naší milé Paní z Villa Vicosy
- Řád zlatého rouna
- Řád Karla III.
- Řád Isabely Katolické
- Řád svatého Ludvíka
- Řád sv. Ducha
- Řád svatého Michala
- Královský uherský řád sv. Štěpána

## Vývod z předků
|                   |                              |  |                    |                                     |  |  |  |  |  |  |  | Petr II. Portugalský |
|                   |                              |  |                    |                                     |  |  |  |  |  |  |  |                      |
|                   | Jan V. Portugalský           |  |                    |                                     |  |  |  |  |  |  |  |                      |
|                   |                              |  |                    |                                     |  |  |  |  |  |  |  |                      |
|                   |                              |  |                    | Marie Žofie Falcko-Neuburská        |  |  |  |  |  |  |  |                      |
|                   |                              |  |                    |                                     |  |  |  |  |  |  |  |                      |
|                   | Petr III. Portugalský        |  |                    |                                     |  |  |  |  |  |  |  |                      |
|                   |                              |  |                    |                                     |  |  |  |  |  |  |  |                      |
|                   |                              |  |                    | Leopold I.                          |  |  |  |  |  |  |  |                      |
|                   |                              |  |                    |                                     |  |  |  |  |  |  |  |                      |
|                   | Marie Anna Josefa Habsburská |  |                    |                                     |  |  |  |  |  |  |  |                      |
|                   |                              |  |                    |                                     |  |  |  |  |  |  |  |                      |
|                   |                              |  |                    | Eleonora Magdalena Falcko-Neuburská |  |  |  |  |  |  |  |                      |
|                   |                              |  |                    |                                     |  |  |  |  |  |  |  |                      |
|                   | Jan VI. Portugalský          |  |                    |                                     |  |  |  |  |  |  |  |                      |
|                   |                              |  |                    |                                     |  |  |  |  |  |  |  |                      |
|                   |                              |  |                    | Jan V. Portugalský                  |  |  |  |  |  |  |  |                      |
|                   |                              |  |                    |                                     |  |  |  |  |  |  |  |                      |
|                   | Josef I. Portugalský         |  |                    |                                     |  |  |  |  |  |  |  |                      |
|                   |                              |  |                    |                                     |  |  |  |  |  |  |  |                      |
|                   |                              |  |                    | Marie Anna Habsburská               |  |  |  |  |  |  |  |                      |
|                   |                              |  |                    |                                     |  |  |  |  |  |  |  |                      |
|                   | Marie I. Portugalská         |  |                    |                                     |  |  |  |  |  |  |  |                      |
|                   |                              |  |                    |                                     |  |  |  |  |  |  |  |                      |
|                   |                              |  |                    | Filip V. Španělský                  |  |  |  |  |  |  |  |                      |
|                   |                              |  |                    |                                     |  |  |  |  |  |  |  |                      |
|                   | Mariana Viktorie Španělská   |  |                    |                                     |  |  |  |  |  |  |  |                      |
|                   |                              |  |                    |                                     |  |  |  |  |  |  |  |                      |
|                   |                              |  |                    | Alžběta Parmská                     |  |  |  |  |  |  |  |                      |
|                   |                              |  |                    |                                     |  |  |  |  |  |  |  |                      |
| Petr I. Brazilský |                              |  |                    |                                     |  |  |  |  |  |  |  |                      |
|                   |                              |  |                    |                                     |  |  |  |  |  |  |  |                      |
|                   |                              |  | Filip V. Španělský |                                     |  |  |  |  |  |  |  |                      |
|                   |                              |  |                    |                                     |  |  |  |  |  |  |  |                      |
|                   | Karel III. Španělský         |  |                    |                                     |  |  |  |  |  |  |  |                      |
|                   |                              |  |                    |                                     |  |  |  |  |  |  |  |                      |
|                   |                              |  |                    | Alžběta Parmská                     |  |  |  |  |  |  |  |                      |
|                   |                              |  |                    |                                     |  |  |  |  |  |  |  |                      |
|                   | Karel IV. Španělský          |  |                    |                                     |  |  |  |  |  |  |  |                      |
|                   |                              |  |                    |                                     |  |  |  |  |  |  |  |                      |
|                   |                              |  |                    | August III. Polský                  |  |  |  |  |  |  |  |                      |
|                   |                              |  |                    |                                     |  |  |  |  |  |  |  |                      |
|                   | Marie Amálie Saská           |  |                    |                                     |  |  |  |  |  |  |  |                      |
|                   |                              |  |                    |                                     |  |  |  |  |  |  |  |                      |
|                   |                              |  |                    | Marie Josefa Habsburská             |  |  |  |  |  |  |  |                      |
|                   |                              |  |                    |                                     |  |  |  |  |  |  |  |                      |
|                   | Šarlota Španělská            |  |                    |                                     |  |  |  |  |  |  |  |                      |
|                   |                              |  |                    |                                     |  |  |  |  |  |  |  |                      |
|                   |                              |  |                    | Filip V. Španělský                  |  |  |  |  |  |  |  |                      |
|                   |                              |  |                    |                                     |  |  |  |  |  |  |  |                      |
|                   | Filip Parmský                |  |                    |                                     |  |  |  |  |  |  |  |                      |
|                   |                              |  |                    |                                     |  |  |  |  |  |  |  |                      |
|                   |                              |  |                    | Alžběta Parmská                     |  |  |  |  |  |  |  |                      |
|                   |                              |  |                    |                                     |  |  |  |  |  |  |  |                      |
|                   | Marie Luisa Parmská          |  |                    |                                     |  |  |  |  |  |  |  |                      |
|                   |                              |  |                    |                                     |  |  |  |  |  |  |  |                      |
|                   |                              |  |                    | Ludvík XV.                          |  |  |  |  |  |  |  |                      |
|                   |                              |  |                    |                                     |  |  |  |  |  |  |  |                      |
|                   | Luisa Alžběta Francouzská    |  |                    |                                     |  |  |  |  |  |  |  |                      |
|                   |                              |  |                    |                                     |  |  |  |  |  |  |  |                      |
|                   |                              |  |                    | Marie Leszczyńská                   |  |  |  |  |  |  |  |                      |
|                   |                              |  |                    |                                     |  |  |  |  |  |  |  |                      |